# Соціалістична Республіка Румунія
Соціалістична Республіка Румунія (рум. Republica Socialistă România, РСР) — соціалістична держава Східного блоку. Провідна роль Румунської комуністичної партії була закріплена в її конституції. Прорадянський уряд було встановлено 6 березня 1945 року. Після Другої світової війни, Радянський Союз наполягав на включенні раніше забороненої Комуністичної партії у повоєнний уряд колишньої пронацистської Румунії, а некомуністичних політичних керманичів позбавити влади. Король Міхай I відрікся від престолу під тиском у грудні 1947 року та вирушив у вигнання — було оголошено Румунську Народну Республіку. На початку 1960-х, комуністичний уряд Румунії став проводити незалежну від Радянського Союзу політику. Ніколає Чаушеску став головою Комуністичної партії у 1965 році та головою держави в 1967 році, обійняв новостворену посаду президента Румунії в 1974 році. Чаушеску не брав участи у радянському вторгненні в Чехословаччину в 1968 році і тимчасово скасував внутрішні репресії, що допомогло йому заробити позитивний імідж як вдома, так і на Заході. Швидке економічне зростання, яке живили іноземні кредити, поступово поступилося місцем політичним репресіям, що призвело до падіння авторитарного уряду в грудні 1989 року.

## Назва
- Румунська Народна Республіка (рум. Republica Populară Romînă; РНР) — офіційна назва у 1947—1965 роках.
- Соціалістична Республіка Румунія (рум. Republica Socialistă România, РСР) — офіційна назва у 1965—1989 роках.

## Історія

### Повстання комуністів
Король Міхай за підтримки провідних політичних партій повалив Йона Антонеску в серпні 1944 року, відкраяв Румунію від країн Вісі та приєднав її до антифашистської коаліції. Румунські війська після цього воювали під радянським командуванням, у Північній Трансільванії, Угорщині, Чехословаччині, Австрії і Німеччині. Але Міхай нічого не міг зробити, щоб стерти пам'ять про активну участь його країни в німецькому вторгненні в Радянський Союз. Тому, СРСР розглядав Румунію як завойований терен, і радянські війська залишилися в країні, як окупаційні сили під приводом того, що румунська влада невзмозі гарантувати безпеку і стабільність у Північній Трансільванії.
Ялтинська конференція передала Румунію у царину впливу Радянського Союзу, Паризький мирний договір не визнав Румунії країною-союзником і Червона Армія окупувала Румунію. Комуністи відігравали лише незначну роль у військовому уряді Міхая, на чолі з генералом Ніколае Редеску, але все змінилося в березні 1945 року, коли доктор Петру Гроза з Фронту землевласників, партія тісно пов'язана з комуністами, став прем'єр-міністром. Хоча його уряд був багатопартійний, у його складі були члени більшости великих довоєнних партій, окрім Залізної гвардії, комуністи провели своїх людей у ключові міністерства.
Король не був задоволений діями уряду, але коли він спробував силою домогтись відставки Грози, відмовляючись підписувати будь-яке законодавство (дія відома як «королівський удар»), Гроза просто вирішив приймати закони, не турбуючись, щоб отримати підпис Міхая. 8 листопада 1945 антикомуністична демонстрація перед королівським палацом у Бухаресті наштовхнулася на військовиків, у результаті чого були десятки вбитих і поранених; радянські офіцери стримали румунських солдатів і поліціянтів від стрілянини по цивільних особах, і радянські війська відновили порядок.
Попри несхвалення короля, перший уряд Грози прийняв земельну реформу та жіноче виборче право. Проте він також проторував шлях радянському пануванню в Румунії. У виборах від 19 листопада 1946 року, комуністи здобули 80 % голосів, відданих під радянським військовим тиском і диверсіями. Після формування уряду, комуністи працювали з ліквідації впливу центристських партій, зокрема, Національна селянська партія була звинувачена у шпигунстві після того як стало відомо в 1947 році, що їхні керманичі зустрічалися таємно з чиновниками Сполучених Штатів. Було влаштовано показовий процес над їх керівництвом й ув'язнено. Інші партії були змушені «зливатися» з комуністами.
У 1946-47 рр., сотні прибічників пронацистського уряду стратили як воєнних злочинців, у першу чергу за їхню участь у Голокості та нападі на Радянський Союз. Антонеску закінчив життя самогубством 1 червня 1946 р.. До 1948 р., більшість некомуністичних політиків були або знищені, або у вигнанні чи у в'язниці.
Румунія залишилася єдиною монархією в східному блоці в 1947 році. 30 грудня того ж року, комуністи змусили короля Міхая відректися від престолу. Комуністи оголосили Народну Республіку, прописавши це у Конституції від 13 квітня 1948 року.
Нова конституція забороняла будь-які асоціації, які мали «фашистський або антидемократичний характер». Вона також надала свободу преси, слова та зборів робітничому класу. В умовах широкомасштабних убивств, тюремного ув'язнення і переслідування місцевих селян під час насильницької колективізації, націоналізації приватної власности та політичної деспотичности, Конституція 1948 року та наступні редакції ніколи не поважались урядом або судами, призначених під час диктатури.
Комуністичний уряд також скасував Румунську греко-католицьку церкву, оголосивши про її злиття з Румунською Православною Церквою.

### Перші роки комуністичної держави
Перші роки комуністичного правління у Румунії були відзначені численними перестановками, арештами та тюремними ув'язненнями, боротьбою між фракціями, що змагалися за панування. Ресурси країни вивозилися згідно з угодою СовРом, за якою експорт румунського краму до Радянського Союзу був за номінальними цінами. У всіх міністерствах були радянські «радники», які підпорядковувалися безпосередньо Москві та мали реальні повноваження щодо ухвалення рішень. Всі верстви суспільства були пронизані агентами та інформаторами таємної поліції.
У 1948 р. раніше оголошена аграрна реформа була скасована, натомість оголошено перехід до колективного господарства. Це призвело до примусової колективізації, тому що багаті селяни як правило, не мали бажання відмовлятися від своєї землі добровільно, і були «переконані» побиттям, залякуванням, арештами та депортаціями.
11 червня 1948 року всі банки та великі підприємства були націоналізовані.
Комуністичне керівництво мало три важливі фракції, всі вони просталінські, диференційовані більше за їхньою особистою історією, ніж ззабудь-якими глибокими політичними або філософськими відмінностями:
1. «Московські», зокрема, Анна Паукер і Васіле Лука, провели роки війни у Москві.
2. «Тюремні комуністи», зокрема, Георге Георгіу-Деж були ув'язнені під час війни.
3. Трохи менш відданий Сталіну «Секретаріат комуністів», зокрема Лукреціу Петрешкану, який переховувався у роки правління Антонеску на терені Румунії та взяв участь у багатопартійному уряді відразу ж після перевороту короля Міхая в 1944 р.

Зрештою, за підтримки Йосипа Сталіна та, ймовірно, частково через антисемітську політику пізнього сталінізму (Паукер була єврейкою), Георгіу-Деж та «тюремні комуністи» перемогли. Паукер було виключено з партії (разом з 192 000 інших членів партії); Петрешкану був страчений після показового процесу.

### Епоха Георгіу-Деж
Георгіу-Деж був типовим сталіністом, тому не був задоволений реформами Микити Хрущова у Радянському Союзі після смерти Сталіна у 1953. Він також гальмував бажання РЕВ перетворити Румунію в «житницю» Східного блоку, проводячи програму розвитку важкої промисловости. Він ініціював великі закриті виправно-трудові табори для будівництва каналу Дунай — Чорне море, зупинив нормування праці та підвищення заробітної плати працівників. Окрім того, він підкреслював, що історичні румунські землі є частиною Радянського Союзу, як-от Молдавська РСР. Ці фактори призвели до відносно незалежної та націоналістичної позиції Румунії під владою Георгіу-Деж.
Георгіу-Деж ототожнюється зі сталінізмом, і ліберальніший Радянський уряд загрожував підірвати його авторитет. У спробі зміцнити своє становище Георгіу-Деж пообіцяв співпрацювати з будь-якою державою, незалежно від політико-економічної системи, на засадах міжнародної рівности та невтручання у внутрішні справи інших країн. Така політика призвела до посилення співпраці Румунії з Китаєм, який також виступав за національне самовизначення.
Георгіу-Деж пішов у відставку з поста генерального секретаря партії у 1954, але зберіг пост прем'єр-міністра. Незважаючи на свою нову політику міжнародного співробітництва, Румунія приєдналася до Організації Варшавського договору (ОВД) у 1955 році, що спричинило підпорядкування та інтеграцію війська у радянську воєнну машину. Румунія пізніше відмовила проведенню маневрів Варшавського договору на своїй землі й обмежила участь у військових навчаннях в інших місцях у рамках альянсу.
Після промови радянського прем'єра Микити Хрущова в 1956 році перед ХХ з'їздом КПРС Георгіу-Деж і керівництво Румунської робітничої партії (Partidul Muncitoresc Român), пішло шляхом десталінізації. Георгіу-Деж зробив Паукер, Луку і Георгеску козлами відпущення за минулі ексцеси румунських комуністів і заявив, що румунська компартія була очищена від сталінізму ще до смерти Сталіна.
У жовтні 1956 року комуністичні керманичі Польщі відмовилися підкоритися радянським військовикам і встановити слухняніше політбюро. Через кілька тижнів Комуністична партія Угорщини практично розпалася під час народної революції. Непокора Польщі та народне повстання в Угорщині надихнули румунських студентів і працівників, на демонстрації в університетських і промислових містах із закликами до свободи, кращих умов життя та скасування радянської влади. Під приводом того, що угорське повстання може викликати повстання власної країни, Георгіу-Деж ужив радикальних заходів, таких як гоніння й арешти різних «підозрюваних», особливо угорців. Він також виступив за швидку радянську інтервенцію, і Радянський Союз посилив свою військову присутність у Румунії, особливо вздовж угорського кордону. Румунія та Югославія запропонували взяти участь у військовій інтервенції в Угорщині у 1956 році, але Микита Хрущов відкинув їх.
Після революції 1956 року Георгіу-Деж працював у тісному контакті з новим лідером в Угорщині Яношем Кадаром, який був рекомендований Радянським Союзом. Румунія взяла колишнього прем'єр-міністра Угорщини (лідер революції 1956 року) Імре Надя під варту. Він був поміщений у в'язницю у Снагові, північніше Бухареста. Після низки допитів радянською і румунською владою Надя повернуто Будапешту для суду та страти.
У Трансильванії румунська влада об'єднала угорські та румунські університети у Клужі, щоб закрити угорський Клузький університет імені Бабеша-Бояї, а також працювала на поступове скасування угорської освіти в середніх школах, перетворюючи їх на румунські.
Георгіу-Деж поширював побоювання, що Угорщина прагне захопити Трансільванію. Він застосував двосторонній підхід до проблеми, арешт керманичів Угорського Народного Альянсу, але під радянським тиском створив номінально автономний угорський регіон у Секейському краї.
Уряд Румунії також ужив заходів щодо заспокоєння внутрішнього невдоволення за рахунок скорочення інвестицій у важку промисловість, збільшення виробництва товарів народного споживання, децентралізації управління економікою. Влада скасувала обов'язкові поставки для приватних фермерів, але продовжила колективізацію з середини 1950-х років, хоча й менш жорстоко, ніж раніше. Уряд оголосив повну колективізацію у 1962 році, коли колгоспи і радгоспи контролювали 77 % орних земель.

### Епоха Чаушеску
Георгіу-Деж помер у 1965 за нез'ясованих обставин (його смерть сталася, коли він був у Москві на лікуванні), і після неминучої боротьби за владу його змінив раніше мало відомий Ніколає Чаушеску. Якщо Георгіу-Деж прямував сталінською лінією, Чаушеску спочатку був реформатором, тоді як у СРСР прийшли до влади неосталіністи на чолі з Леонідом Брежнєвим.
Георгіу-Деж експлуатував радянсько-китайську суперечку в останні два роки і почав виступати проти гегемонії Радянського Союзу з румунської національної позиції. Чаушеску за підтримки частини колишніх прибічників Георгіу-Деж, як-от Маурер, продовжував цю лінію, яка, природно, була дуже популярною в країні. Відносини із західними країнами почали зміцнюватися, здавалося, згідно з національними інтересами Румунії. Радянський (головним чином російський) культурний вплив у країні, який відбувався у п'ятдесяті роки, було зупинено.

#### Перші роки
У 1965 за прикладом Чехословаччини назва країни була змінена на Republica Socialistă România (СРР, Соціалістична Республіка Румунія), і було відновлено стару назву РРП, через що вона знову стала Partidul Communist Român (РКП, Румунська комуністична партія).
На початку правління Чаушеску був дійсно популярний, як удома, так і за кордоном. Сільськогосподарські товари були в достатку, споживчі товари почали з'являтися, була культурна відлига, також він виступив проти радянського вторгнення в Чехословаччину 1968. Хоча репутація його уряду незабаром погіршилась, він як і раніше мав надзвичайно гарні відносини з західними урядами та міжнародними капіталістичними інститутами, такими як Міжнародний валютний фонд і Світовий банк, через його незалежну політичну лінію. Румунія за Чаушеску підтримувала, а іноді й поліпшувала дипломатичні та інші відносини із Західною Німеччиною, Ізраїлем, Китаєм, Албанією та Чилі, ці країни з різних причин не були у добрих відносинах з Москвою.

### Важка індустріалізація
Румунія Чаушеску продовжувала політику Георгіу-Деж на індустріалізацію, але як і раніше виробляла крам на експорт. Окрім того, після візиту до Північної Кореї Чаушеску мав мегаломаніакальне бачення повної перебудови країни, пізніше відоме як систематизація. Значну частину столиці Бухареста було знесено задля побудови Палац Парламенту Casa Poporului (на разі будівля парламенту) та комплексу Centrul Civic (Civic Center), але через революцію грудня 1989 велику частину величезного комплексу незавершено, як-от нову Національну бібліотеку та Національний музей історії. Через величезні руйнування у 1980-х цей терен у народі називають Чаушіма («Ceauşima») — гіркий сатиричний натяк на Чаушеску та Хірошіму. На разі, після реконструкції, — комерційний район, відомий як Еспланада.
До середини 1970-х років Бухарест розширювався на південь, схід і захід. На околицях були побудовані спальні масиви (на кшталт Друмул Таберей (Drumul Taberei), Берцені (Berceni), Титан). Але містобудівні плани були припинені після початку так званої «Малої культурної революції» («Mica revoluţie culturală»), після відвідин Чаушеску Північної Кореї та Китайської Народної Республіки та проголошення промови, відомої як липневі тези. Наприкінці 1970-х було розпочато будівництво мережі Бухарестського метрополітену. За два роки було побудовано 10 км мережі повністю і ще за 2 роки 9 км тунелів були готові до експлуатації. На 17 серпня 1989 року 49,01 км метро і 34 станції були в експлуатації.
Великий землетрус 1977 зруйнував Бухарест. Були зруйновані пам'ятки історичного значення або архітектурні шедеври, такі як монументальні монастир Vǎcǎreşti (1722), «Sfânta Vineri» (1645), Церква «Enei» (1611), Cotroceni (1679), монастир Пантелеймона (1750), Республіканський стадіон («Republic's Stadium» (1926)). Навіть Палац Правосуддя — побудований провідним румунським архітектором Іоном Мінчу, було заплановано до зносу на початку 1990.
Таким чином, політика містобудування після землетрусу була не реконструкцією, а знос і будівництво наново. Згідно з аналізом Спілки архітекторів, понад 2000 будинків були знесені, з них 77 мали високе архітектурне значення, більшість із них у хорошому стані. Навіть Гар де Норд (головний залізничний вокзал міста), включений до Списку румунської архітектурної спадщини, повинен був бути знесений і замінений на початку 1992 року.
Незважаючи на все це, країна як і раніше мала розвинену мережу шкіл. Окрім того, не кожен проєкт індустріалізації зазнав невдачі: Чаушеску залишив Румунію з досить ефективною мережею виробництва та передачі електроенергії, дав Бухаресту метро, у багатьох містах побудував житлові багатоквартирні будинки.

#### 1980-і роки: нормування та будівництво Народного Палацу
У 1980-х роках Чаушеску стає одночасно одержимий погашенням західних кредитів і будує собі палац безпрецедентних масштабів, поряд із настільки ж грандіозним Centrul Civic. Це призвело до браку доступних товарів для середніх верств населення. У 1984, попри високу врожайність і виробництво продуктів харчування, було введено нормування в широких масштабах (уряд аргументував його як «засіб зменшення ожиріння» та «раціональне харчування»).
Хліб, молоко, вершкове масло, рослинна олія, цукор, свинина, яловичина, курятина, а в деяких місцях навіть картопля були унормовані до 1989 року, пайки зменшувалися щороку (у 1989 р., людина могла законно купити лише 10 яєць на місяць, пів буханця хліба на день, залежно від місця проживання, або 500 грамів будь-якого виду м'яса). Майже все, що йшло на експорт, зникло з продажу, задля отримання твердої валюти — або для сплати боргів, або для розвитку важкої індустрії.
Румуни звикли до tacâmuri de pui (курячі крила, кігті тощо), змішаної рослинної олії (головним чином нерафінованої, темної соєвої олії, з найдешевших класів), «бухарестського салямі» (яке складалось із сої, кісткового борошна, субпродуктів і свинячого сала), ерзац-кави (з ячменю), океанічної риби та сардини як м'ясозамінника, сиру, змішаного з крохмалем або борошном. Навіть ці продукти були у дуже мізерній кількості, з чергами, коли такі продукти були у продажу. Усі якісні продукти, такі як Сібіу та Вікторія салямі, високого та середнього класу м'ясо, і персики з Добруджі були тільки на експорт, і були доступні для румунів тільки на процвітаючому чорному ринку.
До 1985 року, попри величезні нафтопереробні потужності Румунії, бензин було строго нормовано, поставки різко скорочені, відновлено комендантську годину в неділю, автобуси переобладнано під метан; таксі переобладнано на метанол. Електрика була унормована, місячна норма споживання 20 кВт на одну сім'ю (за цією межею обкладали високим податком), відбувалися часті відімкнення електроенергії (як правило, 1-2 години на день). Працювали один із п'яти вуличних ліхтарів, телебачення було скорочено до одного каналу мовлення та лише 2 години на день.
Газ і опалювання були вимкнені, мешканцям міст довелося користуватися газобалоном («butelii»), або вугільними печами, навіть якщо вони були підімкнені до магістральних газопроводів. Згідно з указом 1988, всі громадські місця мали підтримувати температури не більше 16 °C взимку (крім дитячих садків і лікарень), при цьому заводи мали підтримувати температуру не більш ніж 14 °C.
Всі крамниці закривались не пізніше 17:30, з метою збереження електроенергії. Процвітав чорний ринок, цигарки «Кент» стали другою валютою Румунії (це було незаконно, і каралося строком на десять років позбавлення волі), які використовувалися для купівлі всього, від продуктів харчування до одягу та ліків.

#### Останні роки: посилення контролю над суспільством
Контроль над суспільством став суворішим, на кшталт Східної Німеччини була встановлена телефонна мережа підслуховування, Секурітате залучало все більше агентів, розширювало цензуру та мала досьє на більшу частину населення. Згідно з доповіддю CNSAS (Рада з вивчення архівів колишньої Секурітате), 1989 року один із трьох румунів був інформатором Секурітате. У зв'язку з таким станом речей доходи від туризму істотно знизилася, чисельність іноземних туристів, що відвідали Румунію, скоротилпся на 75 %.
Докладалися зусилля з будівництва:
- каналу Дунай-Чорне море, який був завершений.
- загальнонаціональної системи каналів і іригаційних мереж, деякі з яких були завершені, але більшість із яких наразі у проєкті, або відкинуті.
- загальна електрифікація залізничної мережі зі сучасною системою управління.
- Чернаводенська АЕС.
- національна мережа ГЕС, в тому числі Залізні Ворота на Дунаї у співпраці з Югославією.
- мережа нафтопереробних заводів.
- досить розвинений океанічний рибальський флот.
- військово-морські верфі у Констанці.
- розвинена індустріальна база хімічної та важкої промисловости.
- досить добре розвинена зовнішня політика.

### Крах комуністичного режиму
Повалення комуністичного режиму в Румунії відбулося через військовий переворот (єдиний випадок у європейських країнах на південь від СРСР). Спочатку події «осени народів» у сусідніх країнах не знаходили широкого відгуку в Румунії, а Ніколає Чаушеску чітко заявив про свою готовність підтримувати комуністичну владу. Важливу роль відіграв брак організованої комуністичної опозиції.
Перелом стався 16-19 грудня 1989 року через виступ населення в Тімішоарі, де основною причиною був захист місцевого євангельського проповідника. Протест, із яким виступив румунський народ, набув антиурядового характеру, у боях з міліцією й армією загинуло близько 100 осіб. Ці події знайшли відгук по всій країні, що викликало повернення в Бухарест диктатора та розпочало масовий мітинг у столиці, який мав продемонструвати підтримку комуністичного режиму в Румунії. Але мітинг, що відбувся 21 грудня, перетворився в антиурядову демонстрацію, котрий було розігнано армією й міліцією, хоча наступного дня його відновили, відбулася потужна демонстрація, люди стояли в оточенні румунських військ. У боях із міліцією та силами безпеки сотні людей було вбито. Чаушеску вкупі з дружиною був змушений тікати 22 грудня з захопленої демонстрантами будівлі Центрального комітету РКП, але в той же день він був заарештований і доставлений у Бухарест.
У той же час 22 грудня група активістів, більшість колишніх членів Румунської комуністичної партії, проголосила створення Фронту національного порятунку, оголосивши про скасування режиму Чаушеску та захоплення влади, відновлення демократії та громадянських свобод. 24 грудня Іон Іліеску, колишній член ЦК РКП, був проголошений тимчасовим президентом Румунії. У той же час тривала боротьба з Секурітате, а також проведено швидкий процес над Чаушеску і його дружиною. Військовий суд виніс смертний вирок 25 грудня проти обох, який одразу ж було виконано.
Національний фронт порятунку розширив свій склад та 29 грудня взяв на себе обов'язки тимчасового парламенту. Наступного дня видано указ про реєстрацію політичних партій. 1 січня 1990 Секурітате було офіційно скасовано, у лютому Національний фронт порятунку став політичною партією, у травні 1990 року проведені вільні парламентські вибори (перемога Фронту національного порятунку). Влада у Румунії залишилася в руках колишніх активістів Румунської комуністичної партії, але була змінена Конституція, запроваджені демократичні свободи та ринкова економіка.